# 대한민국-시리아 관계
대한민국과 시리아 양국은 2025년 3월 11일에 잠정 수교했고, 2025년 4월 10일에 정식 수교했다. 대한민국 정부에서는 주레바논 대한민국 대사관이 시리아에 관한 영사 업무를 겸임하고 있으며, 시리아 정부에서는 주일본 시리아 대사관이 대한민국에 관한 영사 업무를 겸임하고 있다.
아사드 가문이 이끌던 바트주의 시리아는 1966년에 김일성 가문이 이끌던 조선민주주의인민공화국과 수교하면서 조선민주주의인민공화국과의 우방 관계를 이유로 대한민국과 수교에 있어서 미온적 태도를 취했었다. 그러다가 2024년 12월 8일에 시리아의 수도인 다마스쿠스가 시리아 반군에 의해 함락되면서 아사드 정권이 붕괴되었고, 시리아 과도정부에서는 대한민국과의 수교 의사를 밝혔다. 이에 대한민국 정부에서도 2025년 2월 11일에 시리아와의 수교를 추진하겠다는 입장을 밝혔다. 동년 3월 11일, 한국 외교부는 김은정 외교부 아프리카중동국장을 대표단으로 파견하여 수교를 잠정 합의하였다. 대한민국과 시리아 과도정부는 2025년 4월 10일 공식적으로 수교했다.
이에 앞서 대한민국은 시리아 다마스쿠스에 코트라 무역관을 설치하여 운영하였으며, 인도주의적 지원을 했던 경험도 있다. 2011년 시리아 내전 발생 이후 여행금지국가가 되어 현재 대한민국 민간인은 시리아 입국이 불가능하다.

## 같이 보기
- 시리아-조선민주주의인민공화국 관계